# Miladinovți, Iambol
Miladinovți (în bulgară Миладиновци) este un sat în comuna Tundja, regiunea Iambol,  Bulgaria. 

## Demografie
Componența etnică a satului Miladinovți
     Bulgari (86,47%)
     Romi (10,32%)
     Nicio identificare (3,2%)
     Altele (0%)
La recensământul din 2011, populația satului Miladinovți era de 281 locuitori. Din punct de vedere etnic, majoritatea locuitorilor (86,47%) erau bulgari, cu o minoritate de romi (10,32%). Pentru 3,2% din locuitori nu este cunoscută apartenența etnică.